# لوریا (ونتو)
لوریا (به ایتالیایی: Loria) یک کومونه در ایتالیا است که در استان ترویزو واقع شده‌است.

## خصوصیات
لوریا ۲۳٫۲ کیلومترمربع مساحت و ۸٬۷۴۹ نفر جمعیت دارد و ۷۰ متر بالاتر از سطح دریا واقع شده‌است.

## خواهرخوانده
شهرهای Bressols، گوئلف و پندو، اروگوئه خواهرخوانده‌های لوریا هستند.